# Althea Gibson
Althea Gibson (ur. 25 sierpnia 1927 w Hrabstwie Clarendon, zm. 28 września 2003 w East Orange) – tenisistka amerykańska, pierwsza czarnoskóra zwyciężczyni Wimbledonu.
Pochodząca z niezamożnej rodziny Gibson dorastała w nowojorskiej dzielnicy Harlem, wyróżniając się w kilku dyscyplinach sportowych, m.in. koszykówce. Poważne treningi tenisowe podjęła dzięki wsparciu Waltera Johnsona, lekarza i działacza sportowego, zasłużonego dla tenisa afroamerykańskiego. W 1946 Gibson przeniosła się do Wilmington (Karolina Północna) i po roku sięgnęła po pierwszy tytuł w mistrzostwach krajowych czarnoskórych.
Tenis podlegał w tym okresie w USA zasadom segregacji rasowej, Afromerykanie prowadzili odrębne rozgrywki pod patronatem własnej federacji, Amerykańskiego Towarzystwa Tenisowego (American Tennis Association). W tych rozgrywkach Gibson startowała regularnie, zdobywając łącznie dziesięć tytułów mistrzyni USA. Jednocześnie ukończyła studia trenerskie z tenisa i koszykówki na Florida A&M University w Tallahassee (Floryda) i pracowała jako instruktorka sportowa na Lincoln University w Jefferson City (Missouri). W 1950 Gibson została ostatecznie dopuszczona do mistrzostw USA w Nowym Jorku; pierwsza czarnoskóra kobieta w historii turnieju po przejściu pierwszej rundy zmierzyła się z rozstawioną z numerem trzecim mistrzynią Wimbledonu, Louise Brough. Nie sprostała wprawdzie faworytce, ale po wyrównanej walce; Gibson była nawet o jednego gema od zwycięstwa, kiedy mecz przerwały gwałtowne opady deszczu. Brough przystąpiła następnego dnia do kontynuacji meczu skoncentrowana i ostatecznie wygrała 6:1, 3:6, 9:7.
Przełamanie bariery rasowej zapoczątkowało bogatą karierę Althei Gibson. W 1952 po raz pierwszy znalazła się w czołowej dziesiątce rankingu zawodniczek amerykańskich. W 1955 wygrała prestiżowe mistrzostwa Włoch w Rzymie. Rok później odniosła pierwsze wielkoszlemowe zwycięstwo – w finale mistrzostw Francji pokonała 6:0, 12:10 Angelę Mortimer. Również w 1956 po raz pierwszy triumfowała na Wimbledonie, ale w grze podwójnej w parze z Angielką Angelą Buxton. W finale mistrzostw USA uległa Shirley Fry.
Dalsze sukcesy przyniósł Amerykance sezon 1957. Poniosła wprawdzie porażkę w finale mistrzostw Australii (ponownie z Fry), ale później wygrała Wimbledon i mistrzostwa USA. Została powołana do reprezentacji narodowej w Pucharze Wightman, a na światowej liście rankingowej osiągnęła pozycję liderki. Pozostała w tej klasyfikacji na pierwszym miejscu także w 1958, kiedy skutecznie obroniła tytuły na Wimbledonie i mistrzostwach USA. Associated Press przyznał jej w latach 1957-1958 dwukrotnie tytuł sportsmenki roku.
Po sukcesach w 1958 Gibson zdecydowała się zakończyć karierę wśród amatorów. Tenis zawodowy kobiet nie miał w tym okresie tak rozbudowanych rozgrywek jak tenis męski – Amerykanka występowała przede wszystkim w serii pojedynków z Karol Fageros (wcześniej klasyfikowaną w czołowej dziesiątce w USA) w przerwach pokazowych meczów koszykarzy Harlem Globetrotters. W pojedynkach tych, rozgrywanych w 1960, Gibson okazała się zdecydowanie lepsza (wygrała 114 spotkań ze 118). Swoich sił próbowała także jako golfistka w ramach turniejów Ladies Professional Golf Association, wydała autobiografię, nagrała płytę (Althea Gibson Sings, 1959), wystąpiła w filmie (The Horse Soldiers, 1959, u boku m.in. Johna Wayne'a). Kiedy w 1968 rozpoczęła się era "open" tenisa i zawodowcy mogli przystąpić do rywalizacji wielkoszlemowej, liczyła sobie już 39 lat i nie startowała. Działała natomiast w instytucjach sportowych, była m.in. stanowym komisarzem ds. sportu New Jersey (1975–1985). Zajmowała się także szkoleniem tenisowym.
Althea Gibson była pierwszą czarnoskórą zwyciężczynią turnieju wielkoszlemowego. Łącznie wygrała jedenaście turniejów zaliczanych do Wielkiego Szlema, z czego pięć w grze pojedynczej. Była zawodniczką praworęczną, o wzorowym przygotowaniu atletycznym. Dysponowała dobrym serwisem i mocnymi uderzeniami z głębi kortu, lubiła także atakować przy siatce. Tej wszechstronności zawdzięczała zwycięstwa zarówno na wolnej nawierzchni paryskich kortów im. Rolanda Garrosa, jak i na wimbledońskiej trawie. Niewykluczone, że jej kariera rozwinęłaby się jeszcze pełniej, gdyby nie ograniczenia rasowe; w turnieju wielkoszlemowym debiutowała dopiero w wieku 23 lat.
W 1971 została uhonorowana miejscem w Międzynarodowej Tenisowej Galerii Sławy.

## Finały wielkoszlemowe

### Gra pojedyncza (7)

#### Wygrane (5)
| Rok  | Turniej                | Przeciwniczka w finale | Wynik finału  |
| 1956 | French Championships   | Angela Mortimer        | 6:0, 12:10    |
| 1957 | Wimbledon              | Darlene Hard           | 6:3, 6:2      |
| 1957 | U.S. Championships     | Louise Brough          | 6:3, 6:2      |
| 1958 | Wimbledon (2)          | Angela Mortimer        | 8:6, 6:2      |
| 1958 | U.S. Championships (2) | Darlene Hard           | 3:6, 6:1, 6:2 |

#### Przegrane (2)
| Rok  | Turniej                  | Przeciwniczka w finale | Wynik finału |
| 1957 | Australian Championships | Shirley Fry            | 6:3, 6:4     |
| 1956 | U.S. Championships       | Shirley Fry            | 6:3, 6:4     |

### Gra podwójna (7)

#### Wygrane (5)
| Rok  | Turniej                  | Parnerka      | Przeciwnicy w finale                    | Wynik finału  |
| 1956 | French Championships     | Angela Buxton | Darlene Hard Dorothy Head Knode         | 6:8, 8:6, 6:1 |
| 1956 | Wimbledon                | Angela Buxton | Fay Muller Daphne Seeney                | 6:1, 8:6      |
| 1957 | Australian Championships | Shirley Fry   | Mary Bevis Hawton Fay Muller            | 6:2, 6:1      |
| 1957 | Wimbledon (2)            | Darlene Hard  | Mary Bevis Hawton Thelma Coyne Long     | 6:1, 6:2      |
| 1958 | Wimbledon (3)            | Maria Bueno   | Margaret Osborne DuPont Margaret Varner | 6:3, 7:5      |

#### Przegrane (2)
| Rok  | Turniej            | Partnerka    | Przeciwnicy w finale                  | Wynik finału  |
| 1957 | U.S. Championships | Darlene Hard | Louise Brough Margaret Osborne DuPont | 6:2, 7:5      |
| 1958 | U.S. Championships | Maria Bueno  | Darlene Hard Jeanne Arth              | 2:6, 6:3, 6:4 |

### Gra mieszana (4)

#### Wygrane (1)
| Rok  | Turniej            | Partner      | Przeciwnicy w finale     | Wynik finału |
| 1957 | U.S. Championships | Kurt Nielsen | Darlene Hard Robert Howe | 6:3, 9:7     |

#### Przegrane (3)
| Rok  | Turniej   | Parter         | Przeciwnicy w finale      | Wynik finału  |
| 1956 | Wimbledon | Gardnar Mulloy | Shirley Fry Vic Seixas    | 2:6, 6:2, 7:5 |
| 1957 | Wimbledon | Neale Fraser   | Darlene Hard Mervyn Rose  | 6:4, 7:5      |
| 1958 | Wimbledon | Kurt Nielsen   | Lorraine Coghlan Bob Howe | 6:3, 13:11    |

## Osiągnięcia w turniejach wielkoszlemowych na przestrzeni lat
| Turniej         | 1950  | 1951  | 1952  | 1953  | 1954  | 1955  | 1956  | 1957  | 1958  | Bilans |
| --------------- | ----- | ----- | ----- | ----- | ----- | ----- | ----- | ----- | ----- | ------ |
| Australian Open | A     | A     | A     | A     | A     | A     | A     | F     | A     | 0 / 1  |
| Franch Open     | A     | A     | A     | A     | A     | A     | W     | A     | A     | 1 / 1  |
| Wimbledon       | A     | 3R    | A     | A     | A     | A     | 1/4   | W     | W     | 2 / 4  |
| US Open         | 2R    | 3R    | 3R    | 1/4   | 1R    | 3R    | F     | W     | W     | 2 / 9  |
| Bilans          | 0 / 1 | 0 / 2 | 0 / 1 | 0 / 1 | 0 / 1 | 0 / 1 | 1 / 3 | 2 / 3 | 2 / 2 | 5 / 15 |

A = zawodniczka nie brała udziału w turnieju.
Bilans = stosunek wygranych turniejów do sumy wszystkich startów.